# Isidro García García
Isidro García García (*La Orotava, Tenerife, Canarias, España, 29 de diciembre de 1966) es un exfutbolista español. Se desempeñaba en la posición de defensa.

## Trayectoria
Inició su carrera en la Unión Deportiva Orotava, jugando en Tercera División. En 1986 ficha por el Club Deportivo Tenerife, que por aquel entonces militaba en Segunda División B. En la temporada 1988/89 el CD Tenerife asciende a Primera División y Isidro García disputa tres campañas en la máxima categoría del fútbol español. Jorge Valdano decidió que no contaba con él antes del comienzo de la temporada 1992/93, por lo que fichó por el CD Mensajero que acababa de ascender a Segunda División B. Posteriormente regresó a la Unión Deportiva Orotava y más tarde volvería a jugar en Segunda División B con el Granada CF y la Unión Deportiva Realejos. Con este último equipo sufrió una lesión que le obligó a colgar las botas. Continuó vinculado al deporte entrenando a equipos de fútbol base.

## Clubes
| Club                     | País   | Temporada   |
| ------------------------ | ------ | ----------- |
| Unión Deportiva Orotava  | España | 1986 - 1987 |
| Club Deportivo Tenerife  | España | 1987 - 1992 |
| Club Deportivo Mensajero | España | 1992 - 1993 |
| Unión Deportiva Orotava  | España | 1993 - 1994 |
| Granada Club de Fútbol   | España | 1994 - 1995 |
| Unión Deportiva Realejos | España | 1995 - 1996 |